# أروجة
أروجة هي قرية في مقاطعة أصفهان، إيران. يقدر عدد سكانها بـ 121 نسمة بحسب إحصاء 2016.